# Mansuphantes korgei
Mansuphantes korgei es una especie de araña araneomorfa del género Mansuphantes, familia Linyphiidae, orden Araneae. La especie fue descrita científicamente por Saaristo y Tanasevitch en 1996.

## Descripción
El cuerpo del macho mide 1,8 milímetros de longitud y la hembra 1,67 milímetros.

## Distribución
Se distribuye por Turquía.